# Michel Lamothe
 (mars 2019).
Si vous disposez d'ouvrages ou d'articles de référence ou si vous connaissez des sites web de qualité traitant du thème abordé ici, merci de compléter l'article en donnant les références utiles à sa vérifiabilité et en les liant à la section « Notes et références ».
Pour les articles homonymes, voir Lamothe.
Michel Lamothe (connu aussi sous le pseudonyme de Willie), né le 21 février 1948 à Saint Hyacinthe et mort le 25 mars 2019 dans la même ville, était un musicien québécois.
Il est reconnu pour avoir joué la basse avec les groupes Les Gants Blancs, Offenbach, Corbeau et Corbach.

## Biographie
Michel Lamothe est originaire de la région de Saint-Hyacinthe au Québec (Canada). Il est le fils du chanteur country et acteur Willie Lamothe, de là son surnom de Willy. Son père compose d'ailleurs une chanson, après sa naissance, intitulée Allo, allo petit Michel devenu un classique du country québécois. Après une enfance heureuse à jouer d'abord au hockey puis au golf, Michel joue de la basse avec Les Sphinx, un orchestre local.

### Carrière
En 1967 il rejoint Les Gants Blancs, un groupe de la vague yéyé formé de Gérald Boulet à l'orgue et au chant, son frère Denis à la batterie et le guitariste Rick Horner. Après quelques 45 tours dont Dis-moi son nom qui est en fait une adaptation d'une chanson des Who Call me lightning, pour lequel ils invitèrent le guitariste Jean Gravel du groupe Les Héritiers. Les Gants Blancs se détournent du style rétro-yéyé et adoptent un style rock beaucoup plus cru. Rick Horner quitte le groupe et les musiciens se souviennent de ce guitariste Jean Gravel venu les épauler pour un 45 tours, ils l'invitent à les rejoindre. Jean accepte et on change le nom du groupe pour Offenbach Soap Opera. Après l'arrivée de Pierre Harel à titre de parolier, on laisse tomber le Soap Opera et le groupe devient ainsi Offenbach. En 1977, Michel et Wézo quittent Offenbach pour créer le groupe Corbeau avec Pierre Harel au chant et Donald Hince à la guitare. Puis viennent se greffer à Corbeau, Jean Millaire ancien guitariste du groupe Expedition et qui a aussi joué brièvement avec Offenbach et Marjolaine Marjo Morin au chant qui était alors choriste pour François Guy. Harel quitte le groupe juste avant la parution du premier album éponyme qui sort en Octobre 1979. Jusqu'en 1984, Corbeau frappe fort dans le paysage rock québécois, puis après un dernier album en concert Dernier Cri parut la même année, le groupe se sépare à la suite du départ de Jean Millaire et Marjo qui entreprend une carrière solo. Puis en 2000, avec la collaboration d'Avanti, Michel enregistre l'album Willie Lamothe et fils, avec de grands noms du country québécois dont Bobby Hachey, Patrick Norman et Roger Miron entre autres et sa sœur Danielle Lamothe, ce qui donnera naissance au spectacle De Willie à Willy la même année. En 2002, Michel se joint à la Corbeau, à l'exception de Marjo et de Jean Millaire, dans le but d'enregistrer l'album Hôtel Univers sous le nom de Corbeau 85, on y retrouve donc Michel à la basse, Roger Belval à la batterie et Donald Hince à la guitare ainsi que Jean Gravel d'Offenbach aussi à la guitare. D'autres musiciens participent à cet album, Michel Bessette et Scott Price aux claviers, Bob Champoux à la guitare et Claude Arsenault à la basse. Toujours la même année, tout ce beau monde se retrouve pour enregistrer l'album hommage à Félix Leclerc Félix Leclerc en colère, avec à nouveau Michel Lamothe, Roger Belval, Jean Gravel ainsi que Bob Champoux à la guitare et Michel Bessette au piano. En 2009, Michel retrouve Donald Hince et Wézo ainsi que Jean Millaire pour participer à la pièce Demain, le classique de Corbeau que Marjo reprend sur son album Marjo et ses hommes Volume 1.

### Décès
Michel est décédé le 25 mars 2019 à Saint-Hyacinthe des suites d'un arrêt cardiaque.

## Discographie
Gants Blancs
- 4 singles :
- 1967 : Dis-moi son nom
- 1967 : Le vagabond
- 1967 : Le bal masqué
- 1967 : Caroussel.

Offenbach
- Albums studios :
- 1972 : Offenbach Soap Opera - Avec Câline de blues et Faut que j'me pousse.
- 1976 : Never Too Tender - Album en anglais.
- 1977 : Offenbach.

- Album Live :
- 1973 : Saint-Chrone de Néant - La fameuse messe à l'Oratoire de Montréal sur le Mont-Royal.

- Bandes sonores :
- 1973 : Bulldozer - Musique du film de Pierre Harel, avec à nouveau Câline de doux blues et Faut que j'me pousse.
- 1974 : Tabarnac - Bande sonore du film de Claude Faraldo sur le voyage du groupe en France. Album Double.

- Compilations :
- 1975 : Les Grands Succès Barclay Vol 20 - Album Double
- 1992 : Offenbach 1 - 3 - 5 - Coffret 3 CD
- 1992 : Offenbach 2 - 4 -6 - Coffret 3 CD
- 1994 : C'était plus qu'une aventure 1972 à 1985
- 1994 : Les Incontournables Blues
- 1997 : Les Incontournables Rock
- 1999 : Les 20 plus grands succès Vol 1
- 2002 : Les 20 plus grands succès Vol 2
- 2007 : L'Ultime d'Offenbach - Coffret 2 CD +1 DVD.
- 2014 : Offenbach, Les 20 plus grands succès

Corbeau
- Albums studios :
- 1979 : Corbeau - Avec Pierre Harel et Marjo au chant.
- 1981 : Fou
- 1982 : Illégal

- EP :
- 1983 : Visionnaire

- Album Live :
- 1984 : Dernier cri

- Compilation :
- 1992 : L'intégrale - Album double qui regroupe les trois premiers albums studio plus le EP.

Pierre Harel
- 2004 : Félix Leclerc en colère - Album hommage à Félix Leclerc.
- 2005 : Rock ma vie

Collaboration
- 2000 : Willie Lamothe et fils : Michel Lamothe, en compagnie de Pierre Harel, Danielle Lamothe, Justin Boulet, Bobby Hachey, etc. - Album Double

Corbeau 85
- 2004 : Hôtel Univers

Corbach
- 1994 : Rite Rock
- 1996 : Amérock du Nord

Marjo
- 2009 : Marjo et ses hommes Volume 1 - La chanson de Corbeau Demain
- 2012 : Marjo et ses hommes L'intégrale - Idem. Album double.

Collaborations
- 1980 : À Cheval Donné On R'garde Pas La Bride de Stephen Faulkner - Basse sur 6 chansons. Avec Roger Belval, Jean Millaire, Pierre Flynn, France Castel, Louise Forestier, Michel Rivard, Rick Haworth, Christiane Robichaud, Marjo, Estelle Ste-Croix, Pierre Bertrand, Richard Séguin, etc.